# François Lamourÿ
François Lamourÿ est un violoniste belge, né le 28 janvier 1839 à Bruxelles sous le nom de Jean-François Lamourÿ et mort le 24 juin 1916 à Rouen.
Fils de Jean Baptiste Lamourÿ et Marie Cécile De Coen, également musiciens, il fut l'élève de Henri Vieuxtemps et s'est produit dès seize ans sur de nombreuses scènes européennes, souvent accompagné de son frère aîné Philippe Lamourÿ, violoncelliste.
Ami du compositeur Amédée Méreaux qui lui a consacré son Opus 104, "Hymne de la Nuit, pour violon, avec piano ou orgue", il joua cette œuvre lors des obsèques de Méreaux dans l’Église Saint-Godard de Rouen.